# Marek Zaleski
Marek Zaleski (ur. 12 października 1952 w Łomży) – polski krytyk literacki, historyk literatury, eseista, publicysta, wykładowca uniwersytecki, profesor Instytutu Badań Literackich PAN oraz Uniwersytetu Warszawskiego.

## Życiorys
Absolwent VI Liceum Ogólnokształcącego im. Tadeusza Reytana w Warszawie (1971). Studiował polonistykę na Uniwersytecie Warszawskim, jego praca magisterska (1976) dotyczyła poezji Czesława Miłosza. Doktorat i habilitację uzyskał w Instytucie Badań Literackich Polskiej Akademii Nauk. Był stypendystą m.in. Funduszu Pomocy Niezależnej Literaturze i Nauce Polskiej (Paryż 1986), Towarzystwa Historyczno-Literackiego (Paryż 1987), Akademii Brytyjskiej (Londyn 1996, 2004 i 2005). W 2001 przebywał na University of Iowa w ramach programu „International Writing Program”.
Prowadzi warsztaty prozatorskie w Studium Literacko-Artystycznym na Uniwersytecie Jagiellońskim w Krakowie. Jest profesorem nadzwyczajnym Instytutu Badań Literackich PAN oraz Wydziału Stosowanych Nauk Społecznych i Resocjalizacji Uniwersytetu Warszawskiego. Był recenzentem dziesięciu prac doktorskich i habilitacyjnych, promotorem jednej pracy doktorskiej i kierownikiem siedmiu prac badawczo-naukowych prowadzonych w Instytucie Badań Literackich PAN. Od początku 2012 roku kieruje Zespołem do Badań nad Literaturą i Kulturą Później Nowoczesności, pełni również funkcję opiekuna naukowego Zespołu „Geopoetyka" przygotowującego antologię tekstów dotyczących kategorii przestrzeni.
Od 1987 do 1992 był członkiem redakcji „Res Publiki”. Do 2007 roku był zastępcą redaktora naczelnego „Res Publiki Nowej”. Szkice, eseje i recenzje książek publikował m.in. w pismach: „Res Publica Nowa” (był zastępcą redaktora naczelnego), „Teksty”, „Teksty Drugie”, „Gazeta Wyborcza”, „Tygodnik Powszechny”, „Polityka (tygodnik)”.
W 1990 roku, m.in. wraz z Wisławą Szymborską, został laureatem Nagrody im. Kościelskich. W 2006 roku otrzymał Nagrodę Literacką Gdynia w kategorii esej, a w 2009 roku za książkę Echa idylli w literaturze polskiej doby nowoczesności i późnej nowoczesności otrzymał Nagrodę im. Kazimierza Wyki. Za tę książkę był nominowany do Nagrody Literackiej Gdynia 2008. W latach 2005–2007 był jurorem Nagrody Literackiej Nike. Jest uznawany za jednego z ważniejszych badaczy twórczości Czesława Miłosza.
Jest członkiem Stowarzyszenia Pisarzy Polskich, Polskiego PEN-Clubu oraz Stowarzyszenia Przeciwko Antysemityzmowi i Rasizmowi „Otwarta Rzeczpospolita”. Jest doradcą ministra przy Ministerstwie Nauki i Szkolnictwa Wyższego. Członek Organów Opiniodawczo-Doradczych Ministra, Komitetu Ewaluacji Jednostek Naukowych oraz Komisji do spraw Grupy Nauk Humanistycznych i Społecznych w Ministerstwie Nauki i Szkolnictwa Wyższego. 

### Życie prywatne
Syn Zenona Zaleskiego i Marii z Gędzielewskich. W 1977 ożenił się z Ewą Szewczyk, tłumaczką literatury hiszpańskojęzycznej, z którą ma dwoje dzieci, córkę Zofię (ur. 1981), autorkę książki Przejęzyczenie. Rozmowy o przekładzie, oraz syna Stanisława (ur. 1986). Mieszka w Warszawie.

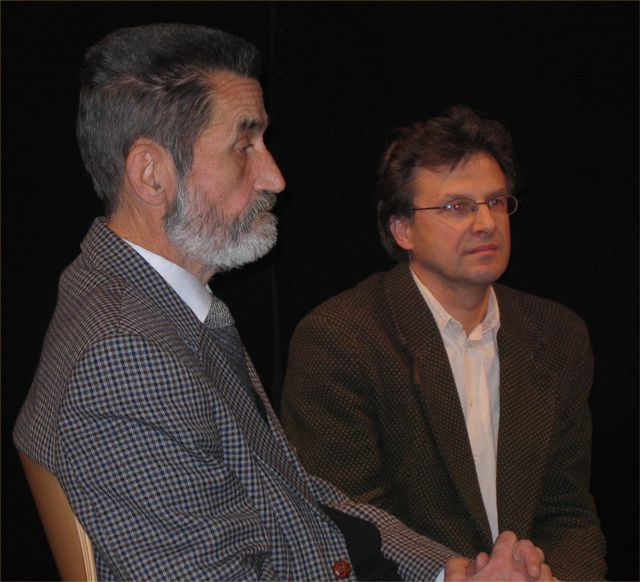
Marek Zaleski z pisarzem Markiem Nowakowskim, Warszawa, 17 listopada 2004

## Twórczość
- Przygoda drugiej awangardy (Ossolineum 1984, ISBN 83-04-01714-8, wyd. 2 poprawione i uzupełnione: Ossolineum 2000, ISBN 83-04-04569-9)
- Mądremu biada? (Libella, Paryż 1990)
- Formy pamięci (IBL PAN 1996, ISBN 83-85605-69-X; Słowo Obraz/Terytoria 2004, ISBN 83-89405-97-0)[13]
- Zamiast. O twórczości Czesława Miłosza (Wydawnictwo Literackie 2005, ISBN 83-08-03737-2)[14]
- Echa idylli w literaturze polskiej doby nowoczesności i późnej nowoczesności (Wydawnictwo Universitas, 2007)

## Publikacje za granicą (wybór)
- Milosz, Premio Nobel („Revista de Occidente”, Barcelona, no. 4, 1981)
- The Place of Czesław Miłosz in Polish Poetry („Ironwood”, Tucson, vol. 18, 1981)
- O „Miesiącach” Kazimierza Brandysa [w:] Literatura źle obecna. Rekonesans (Polonia, Londyn 1984)
- Miłosz: Songs of Innocence and Experience, (w:) Czesław Miłosz. A Stockholm Conference (ed. by N.A. Nilsson, Kungl.Vitterhets Historie och Antikvitets Akademien, 1992)
- Borne by History: The Generation of Czesław Miłosz, (w:) Poland Between Wars, 1918–1939 (ed. by T. Wiles, Indiana University, Polish Studies Center, Bloomington, 1989)
- Une histoire à la viennoise. Schulz – Schiele – Hitler („Lettre Internationale”, no.29)
- Der Unterschied, (w:) Der Process der Enttabuisierung in der Russichen und Polnischen Gegenwartsliteratur (Peter Lang Publishing House, Slavica Helvetica, 1996)
- Between Utopy and Parody. A Home for Creative Work (The Home/less Experience, edit. by B. Shallcross, Ohio University Press)
- Kipling and Conrad: A look from different angles of Imperium („Nineteenth Century Literature in English”, vol. 1-3/2005, Seul University)

## Opracowania
- Czesław Miłosz, Dolina Issy (autor przedmowy; Wydawnictwo Literackie 1998, ISBN 83-08-02828-4)
- Magdalena Tulli (publikacja w języku niemieckim; tłum. Ralf Stapf, Esther Kinsky; Villa Decius. Arbeitsgruppe Literatur Polska, Kraków 1999, 2000, 2001; ISBN 83-88814-00-1)
- Czesław Miłosz, Eseje (wybór i posłowie; Świat Książki 2000)
- Maski współczesności: o literaturze i kulturze XX wieku. (księga pamiątkowa ku czci Aliny Brodzkiej) (pod red. Lidii Burskiej i Marka Zaleskiego; IBL PAN 2001; ISBN 83-87456-72-1)